# Leònides de Bizanci
Leònides de Bizanci (Leonidas, Λεωνίδας), fill de Metròdor, fou un escriptor d'època desconeguda. Ateneu de Naucratis l'esmenta i diu que va escriure una obra que portava el títol de Ἁλιευτικά (Athenaeus. 1. 13c.). Aquesta obra és repetidament citada com a referència per Elià (N. A. 2.6, 50, 3.18, 12.42).